# Phoenicolacerta
Phoenicolacerta is een geslacht van hagedissen uit de familie echte hagedissen (Lacertidae).

## Naam en indeling
De wetenschappelijke naam van de groep werd voor het eerst voorgesteld door Edwin Nicholas Arnold, Oscar J. Arribas en Salvador Carranza in 2007. Er zijn vier soorten die vroeger allemaal tot het geslacht Lacerta werden gerekend.

## Verspreiding en habitat
De soorten komen voor in delen van het Midden-Oosten en leven in de landen Israël, Jordanië, Libanon, Syrië en Turkije. De troödoshagedis (Phoenicolacerta troodica) is hierop echter een uitzondering; deze soort komt endemisch voor op Cyprus.
De habitat bestaat uit drogere streken met een rotsige ondergrond. Veel soorten zijn ook aangepast aan door de mens aangepaste gebieden zoals tuinen.

## Beschermingsstatus
Door de internationale natuurbeschermingsorganisatie IUCN is aan alle soorten een beschermingsstatus toegewezen. Drie soorten worden beschouwd als 'veilig' (Least Concern of LC). De soort Phoenicolacerta kulzeri wordt gezien als 'bedreigd' (Endangered of EN).

## Soorten
Het geslacht omvat de volgende soorten, met de auteur en het verspreidingsgebied.
| Naam                                      | Auteur                      | Verspreidingsgebied                       |
| ----------------------------------------- | --------------------------- | ----------------------------------------- |
| Phoenicolacerta cyanisparsa               | Schmidtler & Bischoff, 1999 | Syrië, Turkije                            |
| Phoenicolacerta kulzeri                   | Müller & Wettstein, 1932    | Israël, Jordanië                          |
| Phoenicolacerta laevis                    | Gray, 1838                  | Israël, Jordanië, Libanon, Syrië, Turkije |
| Troödoshagedis (Phoenicolacerta troodica) | Werner, 1936                | Cyprus                                    |